# Denis Olegowitsch Kurepanow
Denis Olegowitsch Kurepanow (russisch Денис Олегович Курепанов; * 30. März 1988 in Barnaul, Russische SFSR) ist ein russischer Eishockeyspieler, der seit Januar 2016 bei Sputnik Nischni Tagil in der Wysschaja Hockey-Liga unter Vertrag steht.

## Karriere
Denis Kurepanow begann seine Karriere als Eishockeyspieler in der Nachwuchsabteilung von Salawat Julajew Ufa, für dessen zweite Mannschaft er von 2003 bis 2007 in der drittklassigen Perwaja Liga aktiv war. In der Saison 2007/08 spielte der Angreifer für die Profimannschaft von Salawats Kooperationspartner Toros Neftekamsk aus der Wysschaja Liga, der zweiten russischen Spielklasse. Nach einem weiteren Jahr bei Salawats zweiter Mannschaft in der Perwaja liga, lief er in der Saison 2009/10 für die Juniorenmannschaft Tolpar Ufa in der multinationalen Nachwuchsliga Molodjoschnaja Chokkeinaja Liga auf. Die Saison 2010/11 verbrachte er beim PHK Krylja Sowetow Moskau in der neuen zweiten russischen Spielklasse, der Wysschaja Hockey-Liga.
Zur Saison 2011/12 wurde Kurepanow von Metallurg Nowokusnezk aus der Kontinentalen Hockey-Liga verpflichtet. Parallel spielt er für dessen Farmteam Jermak Angarsk in der Wysschaja Hockey-Liga.